# Gomez (capo Apache)
Gomez (ca. 1790 – ca. 1865) è stato un condottiero nativo americano dei Mescalero Apache.
Negoyani (Man-of-wisdom), conosciuto dagli Anglo-mericani e dai Messicani come "Gomez", fu contemporaneo e approssimativamente coetaneo dei Mimbreños, Mangas Coloradas e Cuchillo Negro e dei Chiricahua Yrigollen e Miguel Narbona e riunì sotto il proprio comando tutte le bande Limpia Mescalero.

## Il “Terrore del Chihuahua”
All'inizio del decennio 1820 mentre i Mescaleros settentrionali (Sierrablanca e Sacramento), guidati da capi come Barranquito, Josecito e altri, imperversavano lungo la Jornada del Muerto e gli insediamenti messicani stabiliti nell'ultimo ventennio venivano nuovamente abbandonati lasciando gli Apache padroni del campo, nella zona meridionale del territorio il bellicoso Negoyani "Gomez", capo dei guerrieri delle bande stanziate nei Limpia Mountains, nei Chinati Mountains e nei Chisos Mountains, aveva creato il proprio incontrastato dominio, liberamente scorrazzando per il Chihuahua e il Coahuila in cerca di bottino. 
Nel febbraio-marzo 1835 Gomez e gli altri capi Mescalero ignorarono la proposta di alleanza contro i Comanche (peraltro, insieme ai Kiowa, loro acerrimi nemici) avanzata dal Governatore del Chihuahua, accolta invece da alcuni capi Mimbreño e Chiricahua.
Ancora nel 1841 il Chihuahua era alla mercé dei Mescaleros, fra i quali si distinguevano i Limpias di Gomez, ma nel 1843 il Chihuahua concluse, sulla base delle condizioni già sancite dai trattati stipulati coi Mimbreños e i Chirichua nel 1842, anche una tregua coi Mescaleros, verosimilmente giovandosi della buona disponibilità di capi Sierrablanca Mescalero come Manuelito, Josecito e, forse, Barranquito a fronte dell'irriducibile Gomez (coi suoi luogotenenti Cigarrito, Chiconero, Simon Manuel, Simon Porode, Espejo,) e dei più giovani e poco arrendevoli Marco, Mateo e Santana (quest’ultimo, però, vincolato al rispetto e alla lealtà nei confronti del padre, Barranquito).

## Tra Messicani e Pindah
Approssimativamente nel 1848 un nordamericano chiamato Ben Leaton stabilì una vasta e munita struttura (“Fort Leaton”), provvista di “corrales” e magazzini, sulla riva texana del Rio Bravo (Rio Grande) non lontano da Presidio (Texas), avviando un fiorente commercio coi razziatori Mescalero. Fort Leaton divenne ben presto un cruccio per le autorità messicane come per quelle nordamericane, poiché, in cambio del bottino acquistato dai razziatori Apache; il trafficante li riforniva di armi, polvere da sparo e munizioni varie: Gomez e i suoi Limpia e Chisos Mescaleros divennero efficientissimi fornitori e ottimi clienti di Leaton.
Nel 1848, non casualmente, le incursioni dei Mescaleros nel Chihuahua si fecero anche più pesanti che in precedenza, specialmente, dopo il ritiro delle truppe statunitensi dal Messico, lungo la linea Ciudad Chihuahua – El Paso, tanto che il Governo del Chihuahua (25/5/1849) riportò ancora una volta in vigore il sistema delle taglie (opportunamente perfezionato e arricchito: 150 pesos per una donna o un bambino vivi, 250 pesos per un maschio maggiore di 14 anni vivo, 200 per il suo scalpo), e il Governatore prese contatto coi Comanche per convincerli a cacciare per lui i Mescaleros; se le truppe messicane non erano in grado di contrastare efficacemente i guerrieri Limpia Mescalero di Gomez, o i Sierrablanca, Sacramento e Guadalupe Mescalero di Santana, Mateo e Marco, altrettanto insufficiente risultò in territorio USA il 1º Reggimento Dragoni, al comando del ten. col. Edwin. V. Sumner, che più volte tentò inutilmente di intervenire a recuperare il bottino.
Fino al 1849, i Mescaleros non avevano dimostrato una vera ostilità verso i “Pindah” (Anglo-americani), ma nel 1849 furono assaliti dalla banda di cacciatori di scalpi comandata da John Joel Glanton e assoldata (così come quella di James Kirker, già attiva da un decennio) dal Governatore del Chihuahua Angel Trias, e nello stesso anno – se non nella stessa occasione – anche Gomez fu classificato per ucciso dalla gente di Glanton; Trias stabilì una taglia di 1.000 pesos per lo scalpo di Gomez (soprannominato, per le speciali attenzioni di cui onorava quel territorio, "il terrore di Chihuahua"), e il capo Apache replicò offrendo una taglia analoga per qualsiasi scalpo di Pindah-Lickoyee o di Messicano: i Mescaleros continuarono le razzie pressoché indisturbati, accanendosi soprattutto contro i convogli lungo la pista tra El Paso e Chihuahua. Nel febbraio 1849 un distaccamento del corpo dei Genieri U.S.A., inviato a esplorare una nuova via da San Antonio de Bexar a El Paso attraverso le Limpia Mountains, incappò in Gomez alla testa di 200 guerrieri: solo l'abilità dell’ufficiale in comando nell'ingraziarsi a suon di regali i due sottocapi Chiconero e Cigarrito permise ai soldati di evitare l'attacco progettato dal bellicoso Gomez fuggendo, in una notte di tempesta, lungo il Canyon Limpia (con l'aiuto di Cigarrito). Marco, capo delle bande meridionali Mescalero residenti nelle Guadalupe Mountains, più tranquillamente fece sapere ai Pindah che la sua gente avrebbe potuto rinunciare alle razzie in Messico soltanto se gli stessi Pindah si fossero fatti carico del suo sostentamento. Nel settembre giunsero a El Paso, provenienti da San Antonio attraverso il territorio dei Mescaleros meridionali, sei compagnie di Fanteria con l’incarico di stabilire un posto militare sul Rio Grande per controllare i Mescaleros e impedirne le spedizioni verso il Messico e le razzie, ma, complessivamente, nemmeno la costruzione di "Post Opposite El Paso del Norte" impedì ai Mescaleros (Guadalupe e Limpia in primis) di proseguire le incursioni nel Chihuahua. Nel dicembre 1849 i Mescaleros meridionali (Limpia - presumibilmente al comando dello stesso Gomez e, fra i suoi luogotenenti, certamente dell’emergente Alsate, notato alla testa dei Chisos Limpia - e, verosimilmente, Guadalupe - in tal caso presumibilmente al comando di Marco -) e i Lipans si riunirono a el Aguaje de la Rosita (Coahuila) per scatenare un attacco contro l’insediamento messicano di Santa Rosa; l’attacco era stato pianificato per la vigilia di Natale, ma la guarnigione messicana, preavvisata da un prigioniero sfuggito dagli Apache, ebbe il tempo necessario per organizzare la difesa del paese e causare il fallimento dell’impresa.

## L'invasione delle "Giubbe blu"
Mentre, nella primavera 1850, i Mescaleros settentrionali (Sierrablanca e Sacramento) azzardavano la via delle trattative con gli Statunitensi, nel settembre una banda Limpia Mescalero, guidata da Simon Porode e Simon Manuel, si presentò a San Elizario, per avviare trattative di pace, recandosi poi a El Paso e impegnandosi a tornare con altri capi delle bande meridionali, ma, evidentemente, Gomez non approvò; per qualche tempo, tuttavia, la situazione apparve più tranquilla.
Nel marzo 1854 i Guadalupe e Limpia Mescaleros ripresero a combattere sostenendo duri scontri in marzo e aprile nella regione di Taos, poi, nel giugno, presero di mira i convogli che transitavano per Eagle Pass, assalendoli sistematicamente; per le incursioni i militari accusarono, però, i Sierrablanca Mescaleros. Gomez e i suoi Limpia Mescaleros (e probabilmente anche Marco e i suoi Guadalupe Mescaleros) proseguirono le incursioni e, nell'ottobre, nel corso dell'ennesimo attacco a un convoglio di carri a Eagle Pass, gli Apache, scontratisi con i soldati, persero alcuni guerrieri; mentre anche nella regione settentrionale la tensione, connessa tra l'altro con un presunto traffico attraverso il Pecos di bestiame rubato, saliva fino a trasformarsi in aperto scontro prima della fine del 1854, alcune bande di Mescaleros meridionali (e in particolare, verosimilmente, la banda Chisos di Alsate) si rifugiarono in quel periodo nel Coahuila e nel Chihuahua insieme ai Lipans, organizzando da lì le incursioni lungo la pista di San Antonio; nell'ottobre una banda Apache (probabilmente Mescalero o Lipan) fu intercettata nei Limpia Mountains, presso Fort Davis (allora in costruzione) da un reparto di scorta al gen. Persifor Smith, comandante del Dipartimento del Texas, e alcuni Apache furono uccisi, così come un soldato, mentre un ufficiale fu ferito gravemente.
Nel 1854, nel tentativo di contenere le incursioni dei Mescaleros, in sostituzione del posto militare a El Paso del Norte, approssimativamente nello stesso luogo fu stabilito Fort Bliss, e fu costruito Fort Davis nei Limpia Mountains (ottobre 1854); la "cintura di sicurezza" intorno ai Mescaleros fu integrata con la costruzione di Fort Lancaster, all'incrocio tra il Pecos e la "Lower Road" da San Antonio a El Paso (agosto 1855), Camp Hudson, all'incrocio tra il Devil's River e la "Lower Road" (1857), Fort Quitman, sul Rio Grande (1858), e Fort Stockton, all'incrocio tra la "Lower Road" e il Great Comanche War Trail per il Messico (1859).
I Mescaleros settentrionali Sierrablanca e Sacramento facevano spesso le spese delle incursioni compiute dai Mescaleros meridionali Limpia e Guadalupe e dell'aggressività dei coloni, Pindah e Messicani, che avevano costituito gruppi di "vigilantes" quali la Mesilla Guard, sebbene il nuovo comandante di Fort Stanton, avesse chiarito che le incursioni lungo la pista da San Antonio a El Paso erano da attribuirsi ai Mescaleros meridionali, Limpia e Guadalupe. 
Proprio i Limpias o i Guadalupes furono protagonisti di un'incursione nella zona di Fort Lancaster nel luglio 1857: circa 80 guerrieri assalirono un distaccamento di 14 uomini e due carri a circa 25 miglia ovest di Fort Lancaster, uccidendo un sottufficiale e impadronendosi dei carri, che saccheggiarono mentre i soldati si mettevano in salvo raggiungendo il forte, da dove partì immediatamente una spedizione composta di un reparto di 80 uomini della guarnigione e di un reparto di militari di Fort Davis casualmente presente a Fort Lancaster, trasportata su carri coperti; i Mescaleros, avvistati i carri, li assalirono, trovandosi così sotto il fuoco dei soldati nascosti all'interno e perdendo alcuni guerrieri, poi appiccarono il fuoco alla prateria preparandosi a un secondo attacco, ma i militari, attestatisi in una depressione del terreno e riparatisi così dal fumo, smorzatesi le fiamme iniziarono ad avanzare mantenendo un fuoco di fucileria tale da costringere gli Apache alla ritirata.
Nel febbraio 1858 la Mesilla Guard assalì un pacifico villaggio dei Sierrablancas nei pressi dell'agenzia di Doña Ana, uccidendo diversi Apache, comprese alcune donne: Gomez, che stava dimostrando una insospettata buona volontà nei confronti dell’agente indiano Michael Steck, si presentò un paio di giorni dopo all'agenzia accompagnato da un centinaio di guerrieri, e a stento l’agente lo convinse a rinunciare a un attacco contro Mesilla: dal canto suo il comandante di Fort Fillmore minacciò i coloni di non proteggerli dalla vendetta degli Apache per le criminose spedizioni dei vigilantes, e i cittadini di Mesilla risposero con una petizione, firmata da 634 persone, con cui si richiedeva, al contrario, l'invio di altre truppe. Nell’aprile la Mesilla Guard si fece nuovamente viva assalendo un altro accampamento Sierrablanca nei pressi di Fort Thorn e uccidendo ancora uomini, donne e bambini: il capo dei vigilantes, Juan Ortega, e 36 dei suoi accoliti; arrestati dai militari, di fronte alle proteste vibrate e scandalizzate dei bravi cittadini, che giunsero a coinvolgere il Ministero della Guerra, non subirono però altre conseguenze; Gomez, peraltro, continuò a mostrare verso Steck intenzioni amichevoli che non convinsero l'agente a concedere anche ai fieri Limpia (e Guadalupe?) Mescaleros il libero accesso alla riserva.
Nel 1859, sembrando (forse illusoriamente) migliorata la situazione a nord del confine statunitense, Gomez, con i suoi luogotenenti (Cigarrito, Chiconero, Simon Manuel, Simon Porode, Espejo, Nicolas, Antonio) e l'antico alleato Marco, aveva assunto un atteggiamento più moderato a fronte del prestigio conquistato da Steck;
Nella primavera-estate 1861 il bacino del Pecos, la Jornada del Muerto, la vallata del Rio Grande tornarono a essere teatro delle scorrerie dei Mescaleros, e la pista tra San Antonio ed El Paso fu presa di mira in modo particolare dai Limpia e Guadalupe Mescaleros, guidati rispettivamente da Gomez, da Espejo, con Nicolas e Antonio, e da Marco, emergendo nel frattempo il più giovane Carnoviste.
Durante gli anni successivi, dell’ormai anziano Gomez si persero le tracce, potendo presumersi la sua morte.